# Chrysler LHS
O LHS é um sedan de porte grande da Chrysler.